# Alamín (Toledo)
Alamín fue una villa española, ya despoblada, ubicada en el actual término municipal de Santa Cruz del Retamar, en la provincia de Toledo.

## Geografía
El despoblado estaba ubicado entre las localidades de Méntrida, Villa del Prado, Almorox, Escalona, Quismondo, Santa Cruz del Retamar y La Torre de Esteban Hambrán.

## Historia
A mediados del siglo XIX, el lugar, antigua villa, ya era mencionado como un despoblado. Aparece descrito en el primer volumen del Diccionario geográfico-estadístico-histórico de España y sus posesiones de Ultramar de Pascual Madoz de la siguiente manera:

ALAMIN: desp. en la prov., adm. de rent. y dióc. de Toledo (8 leg.), part. jud. de Escalona (1), aud. terr. y c. g. de Madrid (9): sit. entre los pueblos de Méntrida, v. del Prado, Almoróx, Escalona, Quismondo, Sta. Cruz del Retamar y Torre de Esteban-Ambram, con cuyas jurisd. confina, formando su térm. una circunferencia de 12 leg.; en lo ant. fué v. con jurisd. en varias ald. que le estaban sujetas; despues sin saber en que época ni razon, quedó reducido á desp. cual es hoy, y tenia un juez particular que nombraba la casa del Infantado, á cuyo señ. correspondía: estinguidos estos, tuvo también un alc. m. de real nombramiento, á propuesta de la cámara como todos los demas: era vara de entrada, que comprendía el desp., casa , cast. y montes de Alamin (V.): en el dia está agregado al juzg. de 1.ª instancia del part.
(Madoz, 1845, p. 187)